# To Get Her Together
To Get Her Together is het zevende studioalbum van de Nederlandse zangeres Anouk. Het album verscheen op 20 mei 2011 via platenmaatschappij EMI.
Met dit album slaat Anouk een totaal andere richting in dan men van haar gewend is. Waar vorige albums nog vol stevige rocksongs stonden, levert zij nu een album met een duidelijke basis van soul en funk.
Ook is het album bij het ter perse gaan al platina.
Op 2 oktober 2011 kreeg Anouk een Edison voor dit album in de categorie Beste Zangeres.

## Singles
- Het nummer Killer Bee was vier dagen lang gratis te downloaden in iTunes, dit nummer was echter niet als officiële single uitgegeven. Wel werd het nummer in de hitlijsten genoteerd.
- Down & Dirty is de eerste officiële single van het album, het nummer kwam 23 april binnen in de Nederlandse hitlijsten waar hij in totaal 11 weken doorgebracht heeft. Hier werd geen video voor gemaakt.
- What Have You Done werd enkel als promotiesingle uitgebracht, het nummer heeft 1 week in de tipparade doorgebracht en er werd ook weer geen videoclip bij geschoten, ook is het nummer (duidelijk hoorbaar) geïnspireerd op het nummer Onderweg, een nummer 1-hit van Abel uit 2000.
- I'm A Cliche is de 2e officiële single van het album geworden, voor dit nummer werd echter wel weer een video gemaakt, deze werd geregisseerd door Dana Nechushtan. Het nummer behaalde nr. 16 in de Nederlandse Top 40

## Hitnoteringen

### NederlandseAlbum Top 100
| Hitnotering: (Week 1 t/m 48) 28-05-2011 t/m 21-04-2012 Hitnotering: (Week 49) 05-05-2012 | Hitnotering: (Week 1 t/m 48) 28-05-2011 t/m 21-04-2012 Hitnotering: (Week 49) 05-05-2012 | Hitnotering: (Week 1 t/m 48) 28-05-2011 t/m 21-04-2012 Hitnotering: (Week 49) 05-05-2012 | Hitnotering: (Week 1 t/m 48) 28-05-2011 t/m 21-04-2012 Hitnotering: (Week 49) 05-05-2012 | Hitnotering: (Week 1 t/m 48) 28-05-2011 t/m 21-04-2012 Hitnotering: (Week 49) 05-05-2012 | Hitnotering: (Week 1 t/m 48) 28-05-2011 t/m 21-04-2012 Hitnotering: (Week 49) 05-05-2012 | Hitnotering: (Week 1 t/m 48) 28-05-2011 t/m 21-04-2012 Hitnotering: (Week 49) 05-05-2012 | Hitnotering: (Week 1 t/m 48) 28-05-2011 t/m 21-04-2012 Hitnotering: (Week 49) 05-05-2012 | Hitnotering: (Week 1 t/m 48) 28-05-2011 t/m 21-04-2012 Hitnotering: (Week 49) 05-05-2012 | Hitnotering: (Week 1 t/m 48) 28-05-2011 t/m 21-04-2012 Hitnotering: (Week 49) 05-05-2012 | Hitnotering: (Week 1 t/m 48) 28-05-2011 t/m 21-04-2012 Hitnotering: (Week 49) 05-05-2012 | Hitnotering: (Week 1 t/m 48) 28-05-2011 t/m 21-04-2012 Hitnotering: (Week 49) 05-05-2012 | Hitnotering: (Week 1 t/m 48) 28-05-2011 t/m 21-04-2012 Hitnotering: (Week 49) 05-05-2012 | Hitnotering: (Week 1 t/m 48) 28-05-2011 t/m 21-04-2012 Hitnotering: (Week 49) 05-05-2012 | Hitnotering: (Week 1 t/m 48) 28-05-2011 t/m 21-04-2012 Hitnotering: (Week 49) 05-05-2012 | Hitnotering: (Week 1 t/m 48) 28-05-2011 t/m 21-04-2012 Hitnotering: (Week 49) 05-05-2012 | Hitnotering: (Week 1 t/m 48) 28-05-2011 t/m 21-04-2012 Hitnotering: (Week 49) 05-05-2012 | Hitnotering: (Week 1 t/m 48) 28-05-2011 t/m 21-04-2012 Hitnotering: (Week 49) 05-05-2012 |
| Week:                                                                                    | 1                                                                                        | 2                                                                                        | 3                                                                                        | 4                                                                                        | 5                                                                                        | 6                                                                                        | 7                                                                                        | 8                                                                                        | 9                                                                                        | 10                                                                                       | 11                                                                                       | 12                                                                                       | 13                                                                                       | 14                                                                                       | 15                                                                                       | 16                                                                                       | 17                                                                                       |
| ---------------------------------------------------------------------------------------- | ---------------------------------------------------------------------------------------- | ---------------------------------------------------------------------------------------- | ---------------------------------------------------------------------------------------- | ---------------------------------------------------------------------------------------- | ---------------------------------------------------------------------------------------- | ---------------------------------------------------------------------------------------- | ---------------------------------------------------------------------------------------- | ---------------------------------------------------------------------------------------- | ---------------------------------------------------------------------------------------- | ---------------------------------------------------------------------------------------- | ---------------------------------------------------------------------------------------- | ---------------------------------------------------------------------------------------- | ---------------------------------------------------------------------------------------- | ---------------------------------------------------------------------------------------- | ---------------------------------------------------------------------------------------- | ---------------------------------------------------------------------------------------- | ---------------------------------------------------------------------------------------- |
| Positie:                                                                                 | 1                                                                                        | 2                                                                                        | 3                                                                                        | 2                                                                                        | 2                                                                                        | 3                                                                                        | 2                                                                                        | 4                                                                                        | 3                                                                                        | 3                                                                                        | 4                                                                                        | 5                                                                                        | 4                                                                                        | 7                                                                                        | 10                                                                                       | 13                                                                                       | 12                                                                                       |
| Week:                                                                                    | 18                                                                                       | 19                                                                                       | 20                                                                                       | 21                                                                                       | 22                                                                                       | 23                                                                                       | 24                                                                                       | 25                                                                                       | 26                                                                                       | 27                                                                                       | 28                                                                                       | 29                                                                                       | 30                                                                                       | 31                                                                                       | 32                                                                                       | 33                                                                                       | 34                                                                                       |
| Positie:                                                                                 | 20                                                                                       | 27                                                                                       | 10                                                                                       | 16                                                                                       | 19                                                                                       | 20                                                                                       | 24                                                                                       | 34                                                                                       | 36                                                                                       | 44                                                                                       | 23                                                                                       | 28                                                                                       | 26                                                                                       | 16                                                                                       | 12                                                                                       | 22                                                                                       | 23                                                                                       |
| Week:                                                                                    | 35                                                                                       | 36                                                                                       | 37                                                                                       | 38                                                                                       | 39                                                                                       | 40                                                                                       | 41                                                                                       | 42                                                                                       | 43                                                                                       | 44                                                                                       | 45                                                                                       | 46                                                                                       | 47                                                                                       | 48                                                                                       |                                                                                          | 49                                                                                       |                                                                                          |
| Positie:                                                                                 | 23                                                                                       | 27                                                                                       | 20                                                                                       | 25                                                                                       | 19                                                                                       | 24                                                                                       | 25                                                                                       | 25                                                                                       | 22                                                                                       | 45                                                                                       | 79                                                                                       | 75                                                                                       | 81                                                                                       | 100                                                                                      | uit                                                                                      | 94                                                                                       | uit                                                                                      |

### VlaamseUltratop 100Albums
| Hitnotering: (Week 1 t/m 18) 28-05-2011 t/m 24-09-2011 Hitnotering: (Week 19 t/m 21) 24-12-2011 t/m 07-01-2012 | Hitnotering: (Week 1 t/m 18) 28-05-2011 t/m 24-09-2011 Hitnotering: (Week 19 t/m 21) 24-12-2011 t/m 07-01-2012 | Hitnotering: (Week 1 t/m 18) 28-05-2011 t/m 24-09-2011 Hitnotering: (Week 19 t/m 21) 24-12-2011 t/m 07-01-2012 | Hitnotering: (Week 1 t/m 18) 28-05-2011 t/m 24-09-2011 Hitnotering: (Week 19 t/m 21) 24-12-2011 t/m 07-01-2012 | Hitnotering: (Week 1 t/m 18) 28-05-2011 t/m 24-09-2011 Hitnotering: (Week 19 t/m 21) 24-12-2011 t/m 07-01-2012 | Hitnotering: (Week 1 t/m 18) 28-05-2011 t/m 24-09-2011 Hitnotering: (Week 19 t/m 21) 24-12-2011 t/m 07-01-2012 | Hitnotering: (Week 1 t/m 18) 28-05-2011 t/m 24-09-2011 Hitnotering: (Week 19 t/m 21) 24-12-2011 t/m 07-01-2012 | Hitnotering: (Week 1 t/m 18) 28-05-2011 t/m 24-09-2011 Hitnotering: (Week 19 t/m 21) 24-12-2011 t/m 07-01-2012 | Hitnotering: (Week 1 t/m 18) 28-05-2011 t/m 24-09-2011 Hitnotering: (Week 19 t/m 21) 24-12-2011 t/m 07-01-2012 | Hitnotering: (Week 1 t/m 18) 28-05-2011 t/m 24-09-2011 Hitnotering: (Week 19 t/m 21) 24-12-2011 t/m 07-01-2012 | Hitnotering: (Week 1 t/m 18) 28-05-2011 t/m 24-09-2011 Hitnotering: (Week 19 t/m 21) 24-12-2011 t/m 07-01-2012 | Hitnotering: (Week 1 t/m 18) 28-05-2011 t/m 24-09-2011 Hitnotering: (Week 19 t/m 21) 24-12-2011 t/m 07-01-2012 | Hitnotering: (Week 1 t/m 18) 28-05-2011 t/m 24-09-2011 Hitnotering: (Week 19 t/m 21) 24-12-2011 t/m 07-01-2012 | Hitnotering: (Week 1 t/m 18) 28-05-2011 t/m 24-09-2011 Hitnotering: (Week 19 t/m 21) 24-12-2011 t/m 07-01-2012 | Hitnotering: (Week 1 t/m 18) 28-05-2011 t/m 24-09-2011 Hitnotering: (Week 19 t/m 21) 24-12-2011 t/m 07-01-2012 | Hitnotering: (Week 1 t/m 18) 28-05-2011 t/m 24-09-2011 Hitnotering: (Week 19 t/m 21) 24-12-2011 t/m 07-01-2012 | Hitnotering: (Week 1 t/m 18) 28-05-2011 t/m 24-09-2011 Hitnotering: (Week 19 t/m 21) 24-12-2011 t/m 07-01-2012 | Hitnotering: (Week 1 t/m 18) 28-05-2011 t/m 24-09-2011 Hitnotering: (Week 19 t/m 21) 24-12-2011 t/m 07-01-2012 | Hitnotering: (Week 1 t/m 18) 28-05-2011 t/m 24-09-2011 Hitnotering: (Week 19 t/m 21) 24-12-2011 t/m 07-01-2012 | Hitnotering: (Week 1 t/m 18) 28-05-2011 t/m 24-09-2011 Hitnotering: (Week 19 t/m 21) 24-12-2011 t/m 07-01-2012 | Hitnotering: (Week 1 t/m 18) 28-05-2011 t/m 24-09-2011 Hitnotering: (Week 19 t/m 21) 24-12-2011 t/m 07-01-2012 | Hitnotering: (Week 1 t/m 18) 28-05-2011 t/m 24-09-2011 Hitnotering: (Week 19 t/m 21) 24-12-2011 t/m 07-01-2012 | Hitnotering: (Week 1 t/m 18) 28-05-2011 t/m 24-09-2011 Hitnotering: (Week 19 t/m 21) 24-12-2011 t/m 07-01-2012 | Hitnotering: (Week 1 t/m 18) 28-05-2011 t/m 24-09-2011 Hitnotering: (Week 19 t/m 21) 24-12-2011 t/m 07-01-2012 |
| Week: | 1 | 2 | 3 | 4 | 5 | 6 | 7 | 8 | 9 | 10 | 11 | 12 | 13 | 14 | 15 | 16 | 17 | 18 | | 19 | 20 | 21 | |
| --- | --- | --- | --- | --- | --- | --- | --- | --- | --- | --- | --- | --- | --- | --- | --- | --- | --- | --- | --- | --- | --- | --- | --- |
| Positie: | 4 | 4 | 5 | 6 | 14 | 19 | 24 | 33 | 34 | 30 | 35 | 40 | 53 | 60 | 50 | 90 | 61 | 93 | uit | 99 | 86 | 95 | uit |